# Habronestes ungari
Habronestes ungari là một loài nhện trong họ Zodariidae.
Loài này thuộc chi Habronestes. Habronestes ungari được Barbara C. Baehr miêu tả năm 2003.